# Mały Młynarz
Mały Młynarz (niem. Kleiner Müller, słow. Malý Mlynár, węg. Kis-Molnár, 1973 m) – dwuwierzchołkowy szczyt w głównej grani masywu Młynarza (Mlynár, 2170 m) w Tatrach Wysokich, na terenie Słowacji. Wznosi się pomiędzy Pośrednim Młynarzem (Prostredný Mlynár, ok. 2070 m) a Skoruszową Turnią (Skorušiniakova veža, 1804 m) w grzbiecie oddzielającym Dolinę Żabich Stawów Białczańskich (Žabia Bielovodská dolina) od głównej części Doliny Białej Wody (Bielovodská dolina). Główny, południowo-wschodni wierzchołek oraz niższy, północno-zachodni (1965 m) rozdzielone są szeroką Przełęczą Korosadowicza (ok. 1950 m).
Od Skoruszowej Turni oddzielony jest Wyżnią Skoruszową Przełęczą (Vyšné skorušie sedlo, 1780 m), ku której opada w dolnej części nietypowym grzbietem czy granią, lecz płytową ścianą z pionowym, 30-metrowym kominem.
W grani pomiędzy Małym a Pośrednim Młynarzem znajdują się następujące obiekty:
- Młynarzowa Przehyba (Priehyba pod Malým Mlynárom) – niemal poziomy fragment grani, około 40 metrów na południe i kilka metrów poniżej głównego wierzchołka Małego Młynarza
- Jarząbkowy Zwornik (Mlynárova strážnica, 2003 m)
- Jarząbkowa Przehyba (Sedielko pod Mlynárovou strážnicou) – płytko wcięta, niepozorna przełączka
- Młynarzowe Zęby (Mlynárove zuby, ok. 2040 m) – cztery turniczki o podobnej wysokości
- Młynarzowe Wrótka (Vyšné Mlynárovo sedlo, ok. 2035 m).

Od niewielkiego garbu Jarząbkowego Zwornika odchodzi północno-wschodnia grań Małego Młynarza, w której wyróżniają się:
- Wyżnia Jarząbkowa Szczerbina (Vyšná Jariabkova štrbina, ok. 1755 m) – głęboka przełączka, w której grań zmienia kierunek na południowo-wschodni
- Skoruszowy Mnich (Skoruší mních, ok. 1770 m) – dwuwierzchołkowa turnia o głównym (wyższym) wierzchołku położonym dalej od Małego Młynarza
- Niżnia Jarząbkowa Szczerbina (Nižná Jariabkova štrbina, ok. 1720 m)
- Jarząbkowa Turnia (Jariabkova veža, 1730 m), której ściany opadają stromym urwiskiem w kierunku doliny.

Od północno-wschodniej grani Jarząbkowego Zwornika, zaledwie 30 metrów na wschód od jego wierzchołka, odgałęzia się krótka grańka wschodnia. Zakończona jest ona Młynarzową Strażnicą (Nižná Mlynárova strážnica, ok. 1920 m), oddzieloną od zwornika Pośrednim Jarząbkowym Siodełkiem (Sedielko nad Nižnou Mlynárovou strážnicou), a na wschód (do Jarząbkowego Żlebu) opadającą 250-metrową, pionową ścianą.
Południowo-zachodnie zbocze Małego Młynarza jest umiarkowanie nachylone, trawiasto-piarżyste i miejscami porośnięte kosodrzewiną. W kierunkach od północnego zachodu do wschodu znajdują się natomiast wysokie ściany skalne, opadające do Skoruszowego Żlebu i jego bocznej gałęzi – Małego Skoruszowego Żlebu. Żleby te rozdziela północny filar niższego wierzchołka, zakończony Skoruszowym Przechodem (ok. 1750 m). Za nim wznosi się mało wybitny szczyt Skoruszowej Baszty (ok. 1755 m), obrywający się ścianą o wysokości ok. 100 metrów. Najpotężniejszym z urwisk masywu Małego Młynarza jest północno-wschodnia ściana głównego wierzchołka, mierząca 270 metrów wysokości i rozcięta w środkowej części dwiema wielkimi formacjami wklęsłymi – Wielkim Kominem i Zacięciem Sprężyny. Z Przełęczy Korosadowicza pomiędzy wierzchołkami opada ku północy ciąg kominów, zwany Depresją Korosadowicza. Droga wspinaczkowa poprowadzona tą formacją w 1935 roku przez Zbigniewa Korosadowicza i Wawrzyńca Żuławskiego była pierwszą w ścianach Małego Młynarza.
Szczyt był najwcześniej odwiedzany przez koziarzy, a później podczas pomiarów kartograficznych. Pierwsze odnotowane wejście turystyczne – zimą – Józef Lesiecki, Józef Oppenheim 4 lutego 1914 r., podczas przejścia północnej grani Młynarza od Wyżniej Skoruszowej Przełęczy. Obecnie według przepisów TANAP-u wspinaczka w masywie Małego Młynarza jest dozwolona od 21 grudnia do 20 marca.